# Macropipus
Macropipus là một chi cua trong phân họ Polybiinae của họ Carcinidae hoặc họ Polybiidae, khi nó được công nhận.

## Phân bố
Các loài trong chi này sinh sống trong khu vực đáy thềm lục địa và dốc lục địa ở đông Đại Tây Dương và Địa Trung Hải, trừ Macropipus guadalpensis có lẽ sinh sống trong vùng biển ven Guadeloupe ở tây Đại Tây Dương.

## Các loài
- Macropipus australis Guinot, 1961: Bờ biển Angola và Namibia.[2]
- Macropipus guadalpensis (Saussure, 1857): Guadeloupe.
- Macropipus rugosus (Doflein, 1904): Từ ngoài khơi Mauritanie tới vịnh Guinea.[2]
- Macropipus tuberculatus (P. Roux, 1830): Đông bắc Đại Tây Dương (từ tây Na Uy tới quần đảo Açores và Maroc) và Địa Trung Hải.[2]

## Tuyệt chủng
- † Macropipus ovalipes Secretan, 1975

## Thư viện ảnh

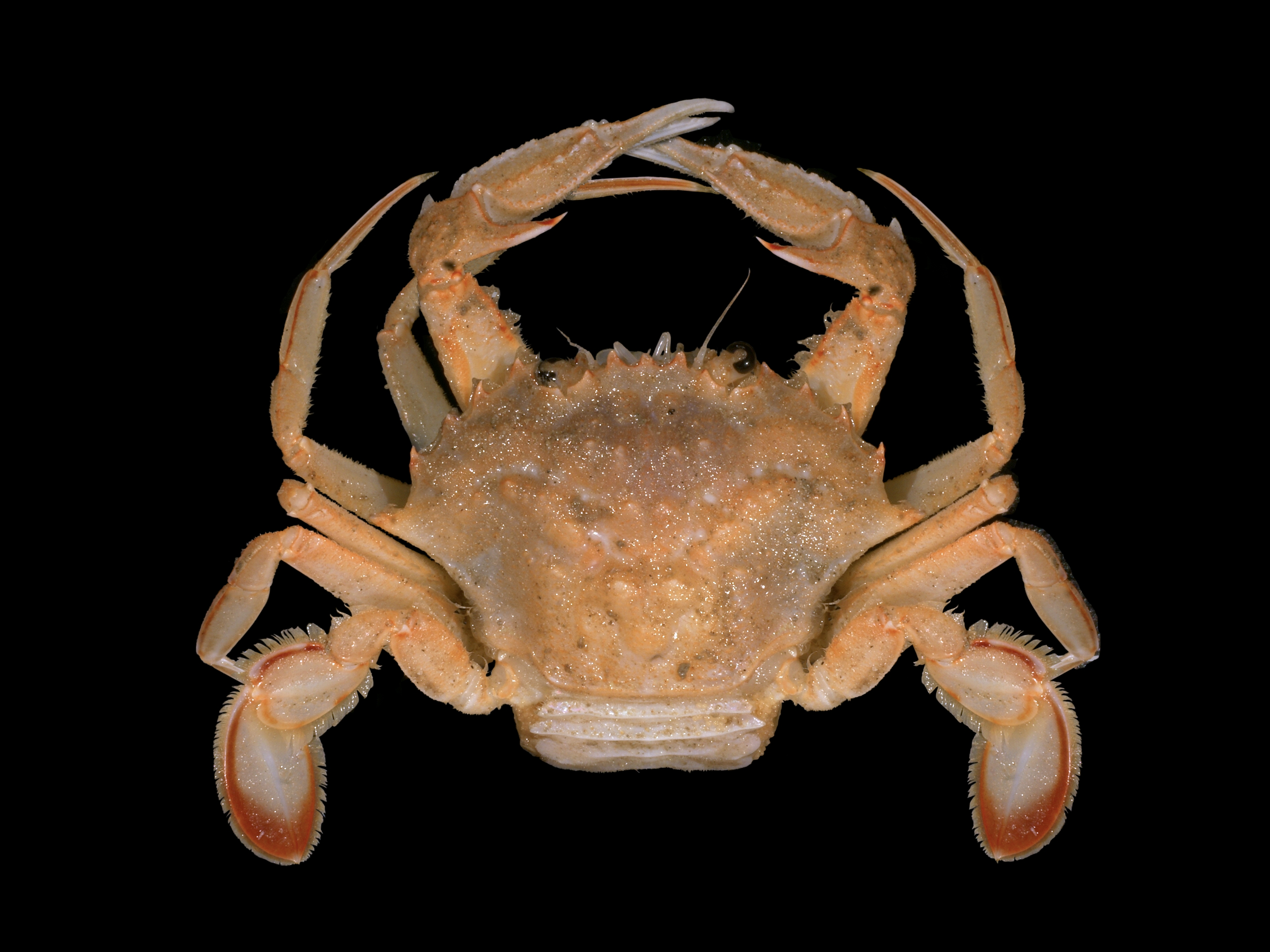
Macropipus tuberculatus
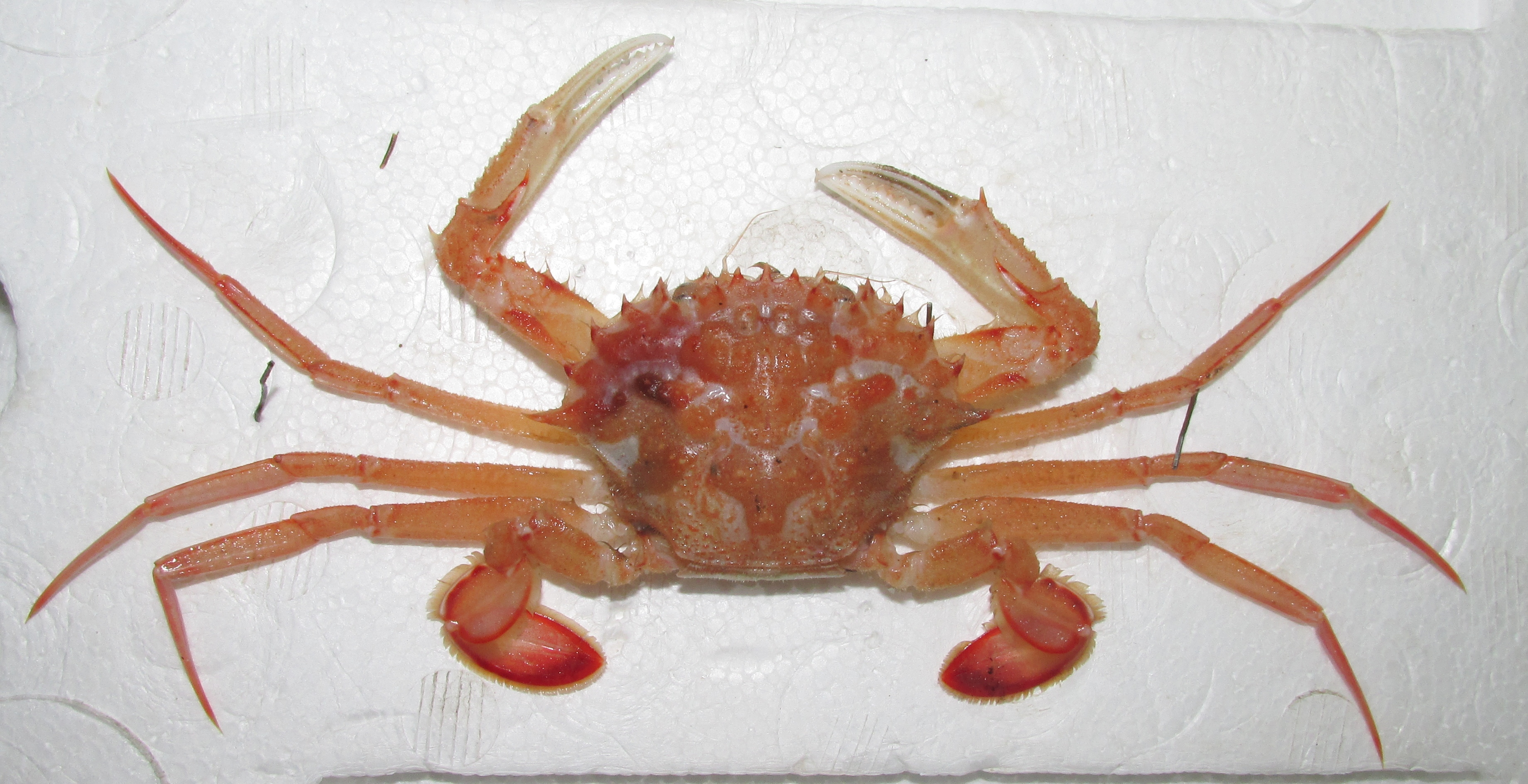
Macropipus tuberculatus